# Cliopsis krohnii
Cliopsis krohnii är en snäckart som beskrevs av Franz Hermann Troschel 1854. Cliopsis krohnii ingår i släktet Cliopsis och familjen Cliopsidae. Inga underarter finns listade i Catalogue of Life.